# Cyptotrama asprata
Cyptotrama asprata är en svampart som först beskrevs av Miles Joseph Berkeley, och fick sitt nu gällande namn av Redhead & Ginns 1980. Cyptotrama asprata ingår i släktet Cyptotrama och familjen Physalacriaceae.   Inga underarter finns listade i Catalogue of Life.

## Källor

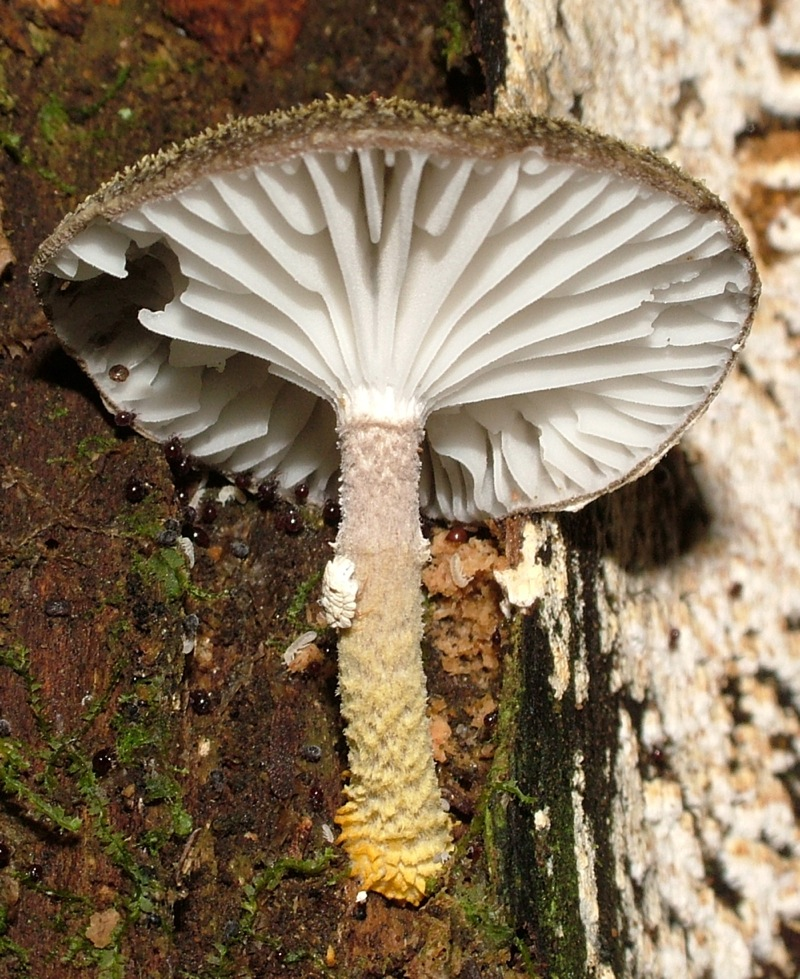